# Autostrasse A25 (Schweiz)
Der projektierte Autobahnzubringer A25, der auch als Autobahnzubringer Appenzellerland bezeichnet wird, soll den beiden Appenzell einen Anschluss an die A1 ermöglichen. Es ist Teil der Nationalstrasse 25.
Die A25 soll an der zu bauenden Verzweigung Gossau Ost, die sich beim Industriegebiet Gossau Ost/St. Gallen Winkeln befindet, beginnen. Dort ist der Anschluss an die A1 sichergestellt. Die Strasse soll durch den Wachteneggtunnel nach Herisau führen, dort anschliessend durch den Nieschbergtunnel führen und vor Waldstatt enden.
Das Projekt ist von der Ausserrhodener Regierung ausgearbeitet worden und  wurde 2008 dem Bund übergeben, die Kosten werden auf 500 Millionen Franken geschätzt. Finanziert werden soll die Strasse, da es eine Nationalstrasse ist, durch das ASTRA. Der Bund hat Boden «im Industriegebiet Gossau Ost/Winkeln gekauft, um die Linienführung zu sichern.» Der endgültige Entscheid des Bundes wird abgewartet.